# ميسترينو
ميسترينو (بالإيطالية: Mestrino)‏ هي بلدية في مقاطعة باذوة، في فنيتة بشمال شرق إيطاليا، وتقع على بعد 45 كيلومترًا (28 ميلًا) غرب البندقية و89 كيلومترًا (6 ميلًا) شمال غرب باذوة.